# Hypnodendrales
Hypnodendrales é uma ordem de musgos da classe Bryopsida da divisão Bryophyta.

## Famílias
A ordem Hypnodendrales agrupa as seguintes famílias:
- Braithwaiteaceae
- Hypnodendraceae
- Pterobryellaceae
- Racopilaceae